# Evgen Bavčar
Evgen Bavčar, slovensko-francoski filozof, fotograf in aktivist, * 2. oktober 1946, Lokavec pri Ajdovščini.
Bavčar je filozof, fotograf in borec za pravice slepih, tudi sam slep. Živi in dela v Parizu. Leta 2004 je prejel red za zasluge Republike Slovenije »za ustvarjalno delo, prispevek k slovenski kulturi, njenemu mednarodnemu uveljavljanju in prepoznavanju, posebne dosežke v umetniškem fotografskem izražanju ter za dejanja v dobro pomoči potrebnih.« Leta 2012 je prejel Pretnarjevo nagrado zaslužnim razširjevalcem slovenske književnosti in jezika po svetu. Leta 2016 je prejel nagrado državljan Evrope, ki jo podeljuje Evropski parlament, in najvišje francosko priznanje, odlikovanje Red legije časti.